# A Night At The Opera (альбом Blind Guardian)
«A Night at the Opera» (укр. «Ніч в опері») — альбом 2002 року німецького павер-метал гурту Blind Guardian . Він названий на честь однойменного альбому Queen 1975 року, який сам названий за однойменним фільмом братів Маркс. 
Цей альбом продовжує стилістичну зміну від павер-металу до більш прогресивного звучання, з безліччю накладених вокалів, хорів, оркестрових клавіш та ведучих гітар та меншим акцентом на потужні гітарні рифи та важкі ритми.   
Існує сім різних студійних версій та дві офіційні живі версії "Harvest of Sorrow": дві англійською, дві іспанською ("Mies Del Dolor", "La Cosecha Del Dolor"), одна італійською ("Frutto Del Buio"), одна - французькою ("Moisson de Peine"), а одна - у поєднанні всіх версій, крім англійської акустичної та італійської (також називається "Harvest of the World"). 
Пісня "Battlefield" представлена як музика в хеві-метал-виданні гри Adult Swim " Robot Unicorn Attack" . 

## Перелік треків
Автор слів Хансі Кюрш, автор музики Андре Ольбріх та Кюрш, окрім бонусних треків (Маркус Зіпен, Кюрш та Томас Стаух). 
| #   | Назва                                         | Тривалість |
| --- | --------------------------------------------- | ---------- |
| 1.  | «Precious Jerusalem»                          | 6:22       |
| 2.  | «Battlefield» (Olbrich, Kürsch and Stauch)    | 5:37       |
| 3.  | «Under the Ice»                               | 5:44       |
| 4.  | «Sadly Sings Destiny»                         | 6:04       |
| 5.  | «The Maiden and the Minstrel Knight»          | 5:30       |
| 6.  | «Wait for an Answer»                          | 6:30       |
| 7.  | «The Soulforged» (Olbrich, Kürsch and Stauch) | 5:18       |
| 8.  | «Age of False Innocence»                      | 6:05       |
| 9.  | «Punishment Divine»                           | 5:45       |
| 10. | «And Then There Was Silence»                  | 14:06      |

| Бонусні треки | Бонусні треки                                           | Бонусні треки |
| #             | Назва                                                   | Тривалість    |
| ------------- | ------------------------------------------------------- | ------------- |
| 11.           | «Harvest of Sorrow (Acoustic Version)» (Japanese bonus) | 3:39          |
| 12.           | «Mies del dolor» (Spain/North American bonus)           | 3:39          |
| 13.           | «La cosecha del dolor» (Argentine bonus)                | 3:39          |
| 14.           | «Frutto del buio» (Italian bonus)                       | 3:39          |
| 15.           | «Moisson de peine» (French bonus)                       | 3:39          |

| Бонусні треки з перевидання 2018 року | Бонусні треки з перевидання 2018 року             | Бонусні треки з перевидання 2018 року |
| #                                     | Назва                                             | Тривалість                            |
| ------------------------------------- | ------------------------------------------------- | ------------------------------------- |
| 11.                                   | «Age of False Innocence» (Preproduction Mix 2018) | 5:42                                  |
| 12.                                   | «Under the Ice» (Preproduction Mix 2018)          | 5:40                                  |

## Тематика текстів
В альбомі представлені концепції та теми, знайомі шанувальникам Blind Guardian, такі як історичні битви та релігійні посилання. 
- "Precious Jerusalem" заснована на останніх днях Ісуса з Назарету та його спокусі в пустелі.
- "Battlefield" заснована на Пісні Гільдебрандта, давній німецькій казці про батька і сина, які опиняються на дуелі до смерті.
- "Under the Ice" має зв'язки з Іліадою, фокусується на Кассандрі та на тому, що сталося з нею після Троянської війни, зокрема з Орестеєю .
- "Sadly Sings Destiny" заснована на релігійному аспекті Месії в Старому Завіті, і розповідає про розп'яття Ісуса з точки зору персонажа, який неохоче допомагає виконати пророцтво, роблячи такі речі, як будівництво хреста і плетіння тернової корони.
- "The Maiden and the Minstrel Knight" базується на епізоді з оповідання Трістан та Ізольда.
- "Wait for an Answer" - це аналіз нацистської пропаганди та риторики німецького народу в роки, що передували Другій світовій війні .
- «The Soulforged» заснована на казках із саги Dragonlance про мага Рейстлін Маджере.
- "Age of False Innocence" - про Галілео Галілея .
- "Punishment Divine" - про занепад Ніцше в божевілля, де він уявляє себе підсудним на суді святих.
- "And Then There Was Silence" - про передбачення Кассандрою майбутньої Троянської війни . Її надихнули Іліада та Одісея Гомера та Енеїда Вергілія .
- "Harvest of Sorrow" базується на трагічній історії Толкіна про Туріна Турамбара, яка з'являється в Сильмариліоні .

## Позиції вчартах
Альбом – Billboard (Північна Америка)
| Рік  | Чарт                        | Позиція |
| ---- | --------------------------- | ------- |
| 2002 | Популярні незалежні альбоми | 37      |

## Учасники запису
Blind Guardian
- Хансі Кюрш - ведучий та бек-вокал
- Андре Ольбрих - соло, ритм та акустичні гітари
- Маркус Сіпен - ритм-гітара
- Томен Стаух - ударні

Запрошені музиканти
- Олівер Хольцварт - бас-гітара
- Матіас Віснер - клавіатури та оркестрові композиції
- Майкл Шурен - фортепіано на "Age of False Innocence"
- Pad Bender, Boris Schmidt & Sascha Pierro - клавіатури та звукові ефекти
- Рольф Келер, Томас Хакман, Олаф Сенкбайл та Біллі Кінг - хор

Інші
- Чарлі Бауерфейнд - продюсування, мікшування, запис
- Нордін Хаммаді Амрані - помічник інженера, додаткові записи
- Клеменс фон Вітте - записи (резервний вокал)
- Детлеф - записи (резервний вокал)
- Пол Реймонд Григорій - малювання обкладинки
- Денніс "Сер" Костроман - дизайн буклету
- Аксель Юссейт - фотографії